# Doñihue
Doñihue est une ville et une commune du Chili faisant partie de la province de Cachapoal, elle-même rattachée à la Région O'Higgins.

## Géographie

### Situation
Doñihue se trouve dans la Vallée centrale du Chili à environ 100 kilomètres au sud-ouest de la capitale Santiago et 20 kilomètres à l'ouest-sud-ouest de Rancagua capitale de la province de Cachapoal. Le territoire de la commune se trouve dans la vallée du rio Cachapoal à une altitude d'environ 340 mètres au pied d'une chaine de collines dont la crête parallèle à la vallée s'élève à 1 200 mètres.

### Démographie
En 2012, sa population s'élevait à 21 023 habitants. La superficie de la commune est de 78 km2 (densité de 270 hab./km2).

## Histoire

Position de Doñihue (en rouge) au sein de la Province de Cachapoal.

La commune est créée en 1873.